# Pannessières
Pannessières is een gemeente in het Franse departement Jura (regio Bourgogne-Franche-Comté) en telt 465 inwoners (1999). De plaats maakt deel uit van het arrondissement Lons-le-Saunier.

## Geografie
De oppervlakte van Pannessières bedraagt 5,4 km², de bevolkingsdichtheid is 86,1 inwoners per km².

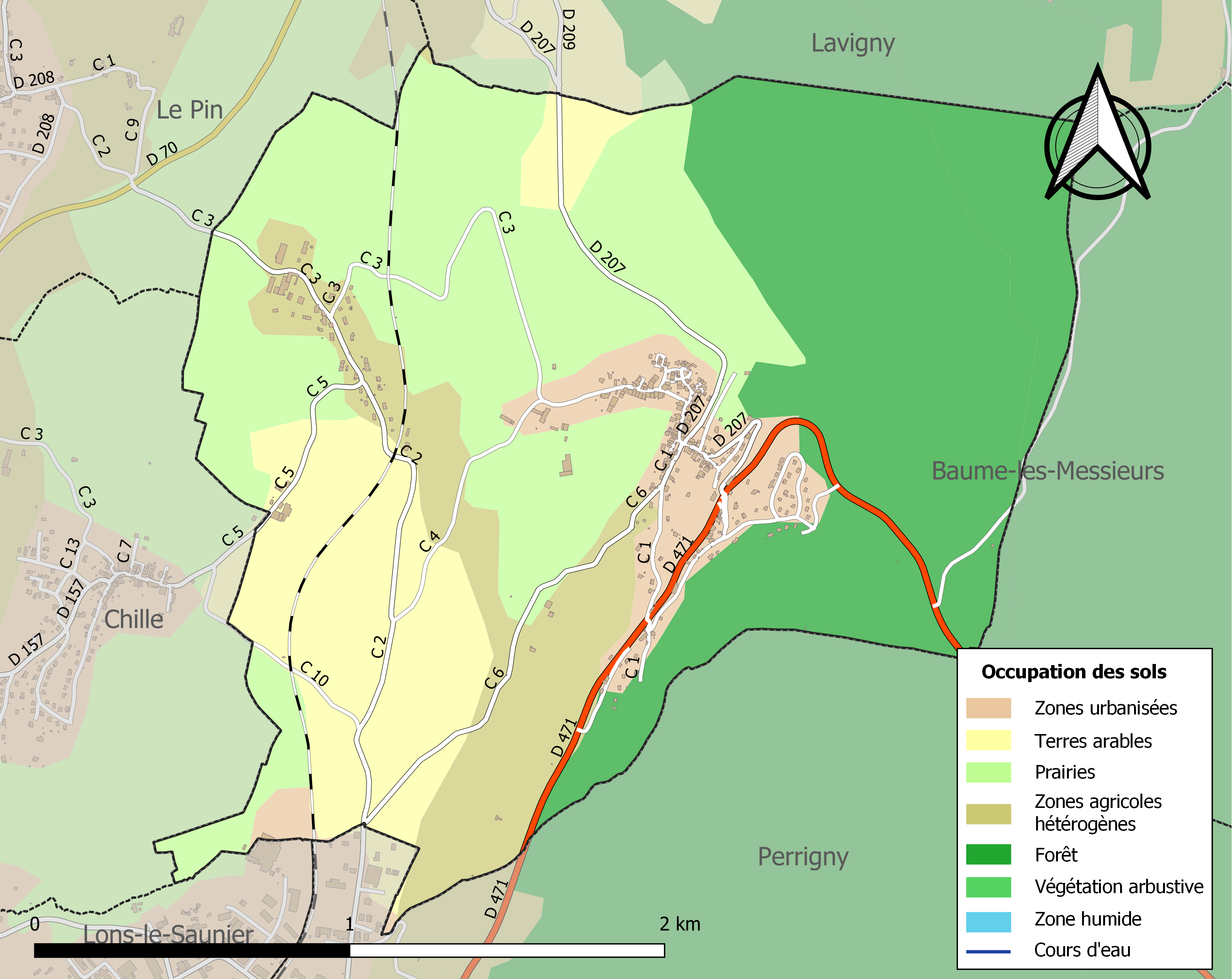
Kaart van de gemeente met de belangrijkste infrastructuur, bodemgebruik en omliggende gemeenten

## Demografie
Onderstaande figuur toont het verloop van het inwonertal (bron: INSEE-tellingen).